# Пфеффікон (Швіц)
Пфеффікон (нім. Pfäffikon) — населений пункт у Швейцарії, окружний центр, знаходиться у кантоні Швіц.
Входить до складу округу Гофе. Знаходиться у складі комуни Фраєнбах. Населення складає 7222 особи (на 31 грудня 2008 року).

## Економіка

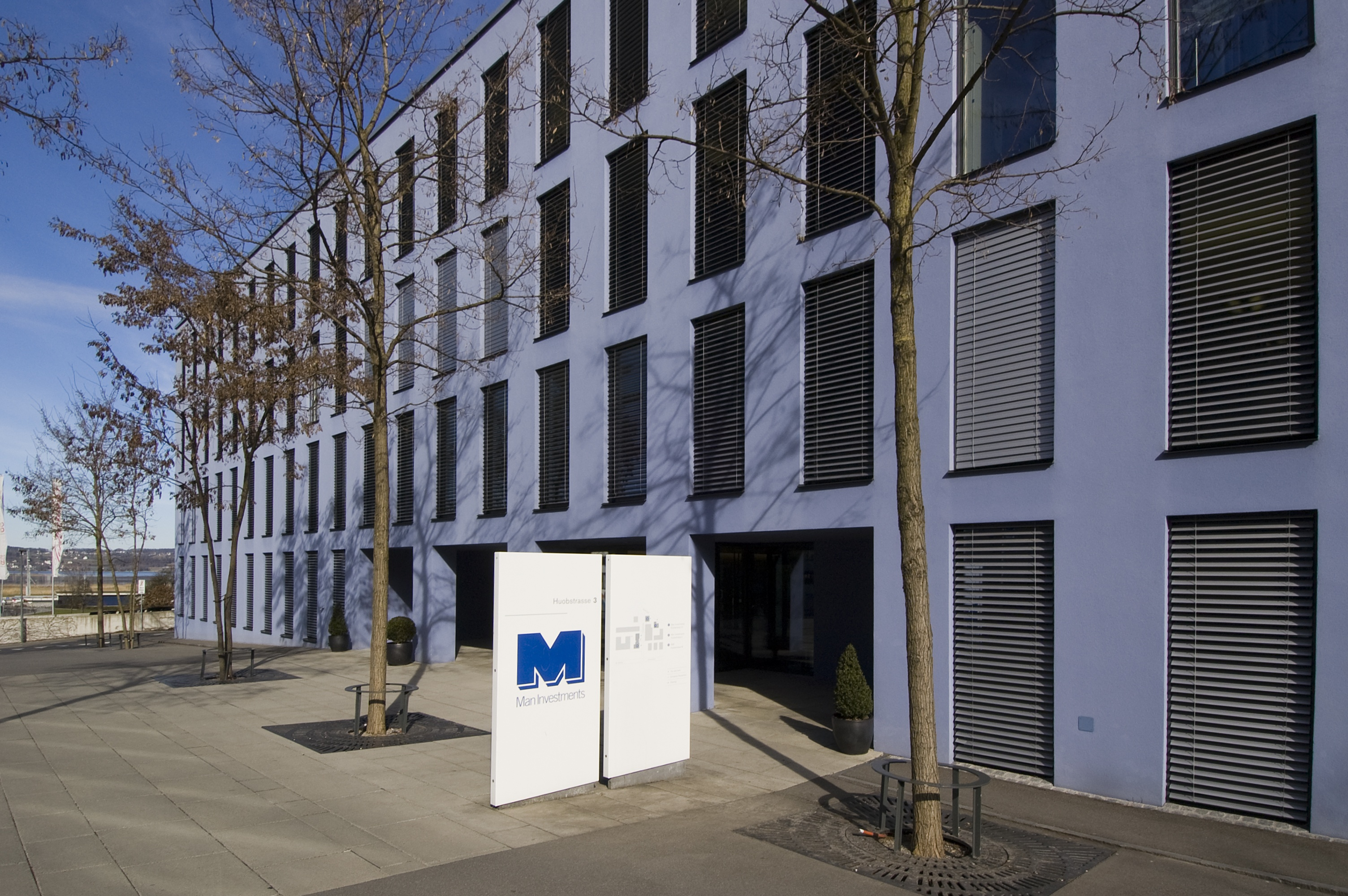
Man Group у Пфеффіконі

За останні 10 років Пфеффікон став важливим фінансовим центром, де розміщено багато компаній з управління активами, (фондів) хедж-фондів, (фондів) фондів приватних інвестицій, сімейних офісів тощо. Разом із Цугом у кантоні Цуг Пфеффікон у кантоні Швіц став один з найважливіших фінансових центрів Швейцарії. Загальна сума активів, якими керує Швейцарія, перевищує 100 мільярдів євро. Економічний бум почався у Пфеффіконі в 1990-х роках, коли швейцарські банківські правила були послаблені. Близькість до Цюриха, а також низькі податкові ставки також були причиною швидкого розвитку, що призвело до того, що деякі великі фінансові установи переїхали у Пфеффікон. Найбільшими та найвідомішими компаніями у Пфеффіконі є OC Oerlikon, Man Group, Pamasol і LGT Group, Glacier Reinsurance, Markant AG, Charles Vögele і Seedamm-Center.

## Транспорт
Через муніципалітет проходить шосе A3.
В селищі розташована однойменна залізнична станція Цюрихського S-bahn на лінії S5, зупинка на лінії S40 від Рапперсвіля і на лініях S2, S8 та S25 через Горґен по лівій стороні Цюрихського озера. Поїздка від станції Цюрих-Головний займає від 25 до 40 хв в залежності від напрямку руху.

## Освіта
У Пфеффіконі 8 дитсадків, 3 початкові школи і одна вища школа та дві кантональні школи, є відкритий університет (open university).
Приватна школа:
- SIS Swiss International School Pfäffikon-Schwyz[2]